# Consorci de l'Àrea Metropolitana de Barcelona
El Consorci de l'Àrea Metropolitana de Barcelona (CAMB) és un consorci que aplega 36 municipis de la província de Barcelona al voltant de la ciutat homònima i que exerceix de govern metropolità tot i que només de part de l'àrea metropolitana de Barcelona.
Es va constituir el 2009. L'antic govern metropolità, Corporació Metropolitana de Barcelona, fou extingit el 1987 pel Govern de Catalunya presidit en aquella època per Jordi Pujol. Va ser reemplaçat pel Consell Metropolità de l'Àrea Metropolitana de Barcelona (CMAMB) després de l'aprovaciò de la Llei 31/2010, de l'Àrea Metropolitana de Barcelona.